# Loyaliste noir

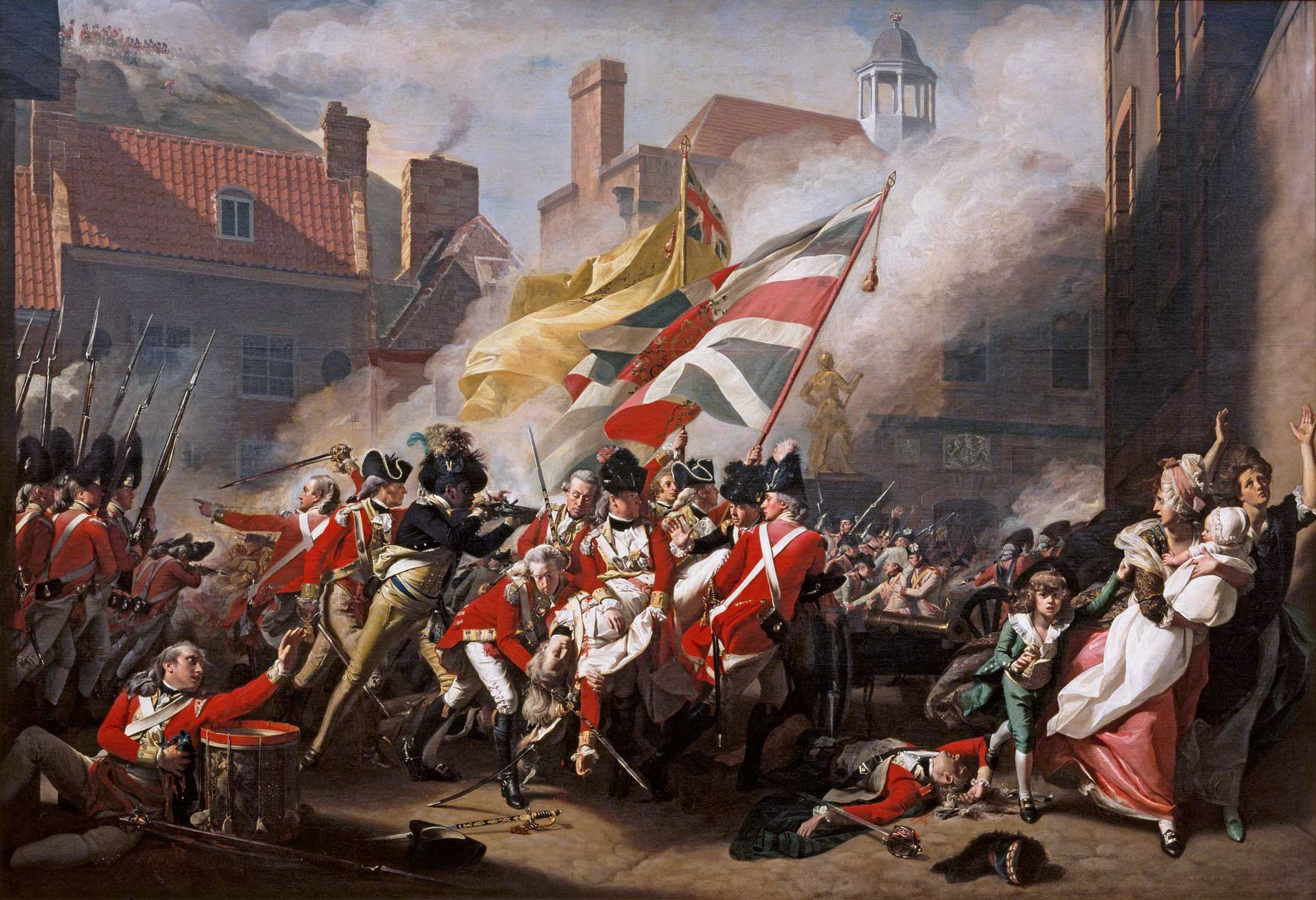
La Mort du Major Peirson, 6 janvier 1781, huile sur toile de John Singleton Copley, 1783. On voit un loyaliste noir habillé en noir et jaune au premier plan.

Un loyaliste noir est un habitant de l'Amérique du Nord britannique d'ascendance africaine qui a rejoint les forces britanniques durant la guerre d'indépendance des États-Unis. Esclaves pour la majorité d'entre eux, ils décidèrent de combattre du côté britannique, en échange de la promesse d'être affranchis. 
Ils ne représentent cependant que moins de la moitié des esclaves libérés par les Anglais entre 1775 et 1784, la majorité étant parvenue à prendre la fuite pour des destinations multiples.

## Histoire
Plusieurs dizaines de milliers d'esclaves noirs ont été libérés par les Anglais en Caroline du Sud, mais aussi en Georgie, en Virginie ou encore dans le Maryland, notamment dans le sillage de la Dunmore's Proclamation (1775) et la Philipsburg Proclamation (1779), au tout début de cette Guerre d'indépendance américaine.

### La Dunmore's Proclamation  de 1775
Au début de 1775, Lord Dunmore, côté anglais, mais aussi les dirigeants rebelles Whigs, recrutent des troupes et s'engagent dans une lutte pour récupérer le matériel militaire disponible. La lutte se porte finalement sur Norfolk, où Dunmore avait trouvé refuge à bord d'un navire de la Marine Royale. 
En octobre, Dunmore peut commencer les opérations contre les colons rebelles. Pour l'aider, le général Thomas Gage, commandant en chef britannique pour l'Amérique du Nord, envoie en Virginie de petits détachements du 14e régiment à pied. À la fin du mois d'octobre, un petit navire britannique s'échoue avant d'être capturé par des rebelles près de Hampton. Des navires anglais sont ensuite repoussés par des milices coloniales, qui provoquent une forte émotion dans la Royal Navy quand ils tuent et capturent plusieurs marins. Lord Dunmore réagit en publiant une proclamation le 7 novembre (en) dans laquelle il déclare la loi martiale et offre d'émanciper les esclaves de Virginie disposés à servir dans l'armée britannique. 
Cette prise de parole historique alarme autant les esclavagistes rebelles que loyalistes, touchés par l'idée d'anciens esclaves armés et la perte potentielle de leurs biens. 
D'autant que Lord Dunmore parvient à recruter suffisamment d'esclaves pour former le régiment éthiopien (en), ainsi qu'à lever une compagnie de loyalistes, appelé le Queen's Own Loyal Virginia Regiment (absorbé en 1776 par les Queen's Rangers (en)). Cette opération de recrutement réussie incite Dunmore à écrire le 30 novembre 1775 qu'il pourrait bientôt « réduire cette colonie au bon sens de son devoir ».
La Bataille de Great Bridge s'est ensuite déroulée le 9 décembre 1775, dans la région de Great Bridge (en), en Virginie, au début de la Guerre d'indépendance des États-Unis.

### La situation en Georgie
En Georgie, un fort avait été implanté à Savannah en 1733 pour éviter le bagne à 113 colons anglais surendettés et servir de glacis entre les positions espagnoles et celles des Amérindiens mais c'est seulement en 1765 que la population blanche atteint 18 000 personnes et 1775, un an avant la guerre d'indépendance américaine, pour le seuil 35 000 personnes.
Pendant la guerre d'indépendance américaine, la part de la population noire a chuté de manière significative en Géorgie, passant de 45,2 % de la population à seulement 36,1 % car 7 000 des 21 000 noirs de la colonie en ont profité pour s'échapper ou pour se faire affranchir. Les esclaves noirs ont été déportés ensuite dans cette colonie lors des tentatives pour implanter un peu de culture du coton, pour l'autoconsommation, celle-ci ne se développant qu'après la machine à trier inventée par Eli Whitney en 1793.

### Évacuation
À l'issue du conflit, quelque 3 000 Loyalistes noirs furent évacués depuis New York en direction de la Nouvelle-Écosse et répertoriés dans le Book of Negroes pour faciliter leur suivi par les Britanniques. 
Certains Loyalistes noirs furent évacués à Londres et intégrés à la communauté des « Black Poors » de la ville. À l'initiative de la Sierra Leone Company, 4 000 d'entre eux furent conduits dans la colonie de Sierra Leone en 1787. Cinq ans plus tard, 1 192 autres "Loyalistes noirs" de Nouvelle-Écosse immigrèrent en Sierra Leone. Ils devinrent connus sous le nom de Colons néo-écossais de Sierra Leone et participèrent à la création d'une nouvelle nation et d'un nouveau gouvernement.